# Ганьково (Красногородский район)
Ганьково — деревня в Красногородском районе Псковской области России. Входит в состав Пограничной волости.
Расположена на западе района, в 17 км к западу от районного центра, посёлка Красногородск.

## Население
| 2001 | 2002 | 2010 |
| ---- | ---- | ---- |
| 34   | ↘25  | ↗29  |